# Năm ấy hoa nở trăng vừa tròn
Năm ấy hoa nở trăng vừa tròn (tên tiếng Trung: 那年花开月正圆, tên tiếng Anh: Nothing Gold Can Stay) là một bộ phim truyền hình cổ trang kể về cuộc đời một nữ doanh nhân thành đạt cuối thời nhà Thanh. Bộ phim có sự tham gia của Tôn Lệ và Trần Hiểu được quay từ tháng 10 năm 2016 đến tháng 5 năm 2017 và  bắt đầu ra  mắt khán giả vào ngày 30 tháng 8 năm 2017 trên hai đài Phương Đông và Giang Tô, Trung Quốc. Phim cũng đã được Đài Truyền hình Thành phố Hồ Chí Minh mua bản quyền và phát sóng trên kênh HTV7 từ ngày 6 tháng 11 năm 2017.

## Nội dung
Bộ phim Năm Ấy Hoa Nở Trăng Vừa Tròn dựa theo cốt truyện có thật về một gia tộc giàu có tại huyện Kinh Dương, Thiểm Tây. Truyền kỳ về cuộc đời thăng trầm của nữ thương nhân giàu có nhất Thiểm Tây giai đoạn cuối đời nhà Thanh, tên Châu Doanh. Vốn từ một thiếu nữ giang hồ cuối cùng lại trở thành một phu nhân giàu có...
Một truyện truyền kỳ về số phận của nữ nhân Châu Doanh (Tôn Lệ) trong dòng chảy của chế độ phong kiến hà khắc và công việc buôn bán của các thương gia cuối đời nhà Thanh. Trong phim Trần Hiểu đóng vai Thẩm Tinh Di là một chàng công tử bột, từ nhỏ đã được sủng ái, tính tình có chút ngang bướng, nội tâm không mất đi phần trong sáng và đơn thuần, trong lòng vẫn giữ được sự lương thiện. Trong quá trình tiếp xúc với Châu Doanh, Thẩm Tinh Di sẽ có sự trưởng thành dần dần và thay đổi lột xác: từ bồng bột thành nhiệt tình hăng hái từ bất kham thành kiên trì bền bỉ.
Kịch bản không chỉ giữ nguyên con đường tình cảm của Châu Doanh, mà còn khai thác cho khán giả quá trình sống động từ một thiếu nữ giang hồ cho đến khi trở thành một nữ thương gia kiệt xuất cuối đời nhà Thanh. Cùng lúc cũng sẽ đem đến cho khán giả thấy được nhiều phương diện trong phim như: thanh xuân, sự trưởng thành, tình cảm, đại nghĩa...

## Diễn viên
- Tôn Lệ vai Châu Doanh
- Trần Hiểu vai Thẩm Tinh Di
- Nhậm Trọng vai Triệu Bạch Thạch
- Hà Nhuận Đông vai Ngô Sính
- Du Hạo Minh vai Đỗ Minh Lễ
- Hồ Hạnh Nhi vai Hồ Vịnh Mai
- Tăng Kỳ vai Ngô Y
- Lưu Bội Kỳ vai Châu Lão Tứ
- Trương Thần Quang vai Ngô Úy Văn
- Tạ Quân Hào vai Thẩm Tứ Hải
- Thẩm Bảo Bình vai Hồ Chí Tồn
- Châu Lệ Kỳ vai Thiên Hồng
- Vương Hạo Vũ vai Hàn Tam Xuân
- Cao Thánh Viễn vai Đồ Nhĩ Đan
- Thạch Tiểu Mãn vai Bối Lặc gia - Tái Y Đoan Quận vương
- Hàn Viễn Kỳ, Hàn Bội Trân vai Hoài Tiên
- Hề Mỹ Quyên vai Từ Hi Thái hậu
- Châu Thụy vai Quang Tự
- Lý Giải vai Thẩm Nguyệt Sinh
- Lưu Khiết vai Thẩm Phu nhân
- Đường Quần vai Thẩm Lão Phu nhân
- Giang Lư Vân vai Linh Lung
- Cung Từ Ân vai Trịnh Uyển Nhi
- Lý Trạch Phong vai Dương Thế Quân
- Cao Viễn vai Giang Phúc Kỳ
- Vương Nghệ Mông vai Tiểu Ngũ
- Hứa Phương Y vai Xuân Hạnh
- Hầu Trường Vinh vai Ngô Úy Võ
- Trương Thiên Dương vai Ngô Trạch
- Điền Tiểu Băng vai Ngô Úy Song
- Vạn Mỹ Tịch vai Liễu thị/Liễu Uyển Nhi
- Hứa Nặc vai Ngô Ngộ
- Tôn Nham vai Tôn Vĩnh Toàn
- Đàm Hy Hòa vai Ngô Úy Toàn
- Lý Nghệ Khoa vai Tra Khôn

## Phát sóng tại Việt Nam
| Tên kênh                                      | Giờ phát sóng             | Thời gian phát sóng (theo ngày)           | Ghi chú                              |
| --------------------------------------------- | ------------------------- | ----------------------------------------- | ------------------------------------ |
| HTV7                                          | 13:00 Thứ Hai tới Thứ Bảy | 6 tháng 11 năm 2017 - 30 tháng 1 năm 2018 |                                      |
| H1 - Đài Phát thanh - Truyền hình Hà Nội      | 13:00 hằng ngày           | 28 tháng 6 - 9 tháng 9 năm 2018           |                                      |
| TTV - Đài Phát thanh - Truyền hình Thanh Hóa  | 15:00 hằng ngày           | Khoảng tháng 6 - tháng 8 năm 2019         |                                      |
| NBTV - Đài Phát thanh - Truyền hình Ninh Bình | 12:50 hằng ngày           | Cuối 2019 - tháng 1 năm 2020              | Phát sóng với thời lượng 2 tập/ngày. |

## Nhạc phim
| STT | Nhan đề                                              | Phổ lời                           | Phổ nhạc  | Trình bày               | Thời lượng |
| --- | ---------------------------------------------------- | --------------------------------- | --------- | ----------------------- | ---------- |
| 1.  | "Không quên được" (忘不掉)                           | Hàn Hồng, Trương Việt             | Hàn Hồng  | Tôn Lệ                  | 04:15      |
| 2.  | "Đi giữa ánh trăng mênh mông" (行走在茫茫月光的中間) | Trần Đào                          | Hàn Hồng  | Đàm Duy Duy             | 03:43      |
| 3.  | "Giản đơn mà cháy bỏng khó quên" (簡單而熾熱的難忘)  | Lưu Nhất Hoằng                    | Đinh Hà   | Trần Sở Sinh            | 04:04      |
| 4.  | "Người từng nói" (你曾說)                            | Lưu Nhất Hoằng, Trương Diệu Quang | Đinh Đinh | Úc Khả Duy              | 04:25      |
| 5.  | "Người từng nói" (你曾說)                            | Lưu Nhất Hoằng, Trương Diệu Quang | Đinh Đinh | Châu Phẩm, Thôi Tử Cách | 04:25      |
| 6.  | "Một mối tình thâm mãi không dứt" (一廂情願的不捨)   | Lưu Nhất Hoằng                    | Đinh Đinh | Trương Lỗi              | 03:52      |
| 7.  | "Để tình tan rồi lại tan" (讓愛碎了再碎)             | Lưu Nhất Hoằng                    | Đinh Đinh | Mã Sĩ Kiếm              | 04:30      |

## Tỷ suất người xem
| Đông Phương TV/ Giang Tô TV (CSM52) |                          |             |              |           |             |              |            |
| Tập                                 | Ngày phát sóng           | Dragon TV   | Dragon TV    | Dragon TV | Jiangsu TV  | Jiangsu TV   | Jiangsu TV |
| Tập                                 | Ngày phát sóng           | Tỷ suất (%) | Thị Phần (%) | Xếp hạng  | Tỷ suất (%) | Thị Phần (%) | Xếp hạng   |
| 1-2                                 | Ngày 30 tháng 8 năm 2017 | 1.512       | 4.996        | 2         | 1.164       | 3.834        | 3          |
| 3-4                                 | Ngày 31 tháng 8 năm 2017 | 1.571       | 5.1          | 1         | 1.082       | 3.521        | 3          |
| 5-6                                 | Ngày 1 tháng 9 năm 2017  | 1.701       | 5.567        | 1         | 1.161       | 3.807        | 3          |
| 7-8                                 | Ngày 2 tháng 9 năm 2017  | 1.533       | 4.99         | 1         | 1.491       | 4.868        | 2          |
| 9                                   | Ngày 3 tháng 9 năm 2017  | 1.947       | 6.364        | 1         | 1.162       | 3.8          | 3          |
| 10-11                               | Ngày 4 tháng 9 năm 2017  | 2.005       | 6.447        | 1         | 1.437       | 4.655        | 3          |
| 12-13                               | Ngày 5 tháng 9 năm 2017  | 2.076       | 6.769        | 1         | 1.553       | 5.085        | 2          |
| 14-15                               | Ngày 6 tháng 9 năm 2017  | 1.917       | 6.575        | 1         | 1.347       | 4.632        | 3          |
| 16-17                               | Ngày 7 tháng 9 năm 2017  | 1.959       | 6.663        | 1         | 1.309       | 4.458        | 3          |
| 18-19                               | Ngày 8 tháng 9 năm 2017  | 2.11        | 7.057        | 1         | 1.592       | 5.333        | 2          |
| 20-21                               | Ngày 9 tháng 9 năm 2017  | 2.254       | 7.435        | 1         | 1.609       | 5.321        | 2          |
| 22                                  | Ngày 10 tháng 9 năm 2017 | 2.264       | 7.374        | 1         | 1.749       | 5.704        | 2          |
| 23-24                               | Ngày 11 tháng 9 năm 2017 | 2.513       | 8.569        | 1         | 1.846       | 6.299        | 2          |
| 25-26                               | Ngày 12 tháng 9 năm 2017 | 2.633       | 9.049        | 1         | 1.860       | 6.397        | 2          |
| 27-28                               | Ngày 13 tháng 9 năm 2017 | 2.518       | 8.701        | 1         | 1.773       | 6.135        | 2          |
| 29-30                               | Ngày 14 tháng 9 năm 2017 | 2.609       | 8.904        | 1         | 1.811       | 6.197        | 2          |
| 31-32                               | Ngày 15 tháng 9 năm 2017 | 2.719       | 9.225        | 1         | 1.817       | 6.189        | 2          |
| 33-34                               | Ngày 16 tháng 9 năm 2017 | 2.6         | 8.599        | 1         | 1.977       | 6.547        | 2          |
| 35                                  | Ngày 17 tháng 9 năm 2017 | 2.603       | 8.843        | 1         | 1.816       | 6.198        | 2          |
| 36-37                               | Ngày 18 tháng 9 năm 2017 | 2.808       | 9.614        | 1         | 1.931       | 6.632        | 2          |
| 38-39                               | Ngày 19 tháng 9 năm 2017 | 2.543       | 8.763        | 1         | 1.952       | 6.735        | 2          |
| 40-41                               | Ngày 20 tháng 9 năm 2017 | 2.847       | 9.697        | 1         | 1.821       | 6.223        | 2          |
| 42-43                               | Ngày 21 tháng 9 năm 2017 | 2.794       | 9.449        | 1         | 1.817       | 6.157        | 2          |
| 44-45                               | Ngày 22 tháng 9 năm 2017 | 3.009       | 8.873        | 1         | 1.809       | 5.937        | 2          |
| 46-47                               | Ngày 23 tháng 9 năm 2017 | 2.956       | 9.63         | 1         | 1.927       | 6.288        | 2          |
| 48                                  | Ngày 24 tháng 9 năm 2017 | 2.884       | 9.331        | 1         | 1.807       | 5.857        | 2          |
| 49-50                               | Ngày 25 tháng 9 năm 2017 | 3.094       | 10.471       | 1         | 1.976       | 6.712        | 2          |
| 51-52                               | Ngày 26 tháng 9 năm 2017 | 3.07        | 10.329       | 1         | 2.034       | 6.863        | 2          |
| 53-54                               | Ngày 27 tháng 9 năm 2017 | 2.693       | 9.137        | 1         | 1.985       | 6.757        | 2          |
| 55-56                               | Ngày 28 tháng 9 năm 2017 | 2.755       | 9.659        | 1         | 1.909       | 6.703        | 2          |
| 57-58                               | Ngày 29 tháng 9 năm 2017 | 2.81        | 9.601        | 1         | 1.829       | 6.261        | 2          |
| 59-60                               | Ngày 30 tháng 9 năm 2017 | 2.947       | 9.572        | 1         | 2.16        | 7.037        | 2          |
| 61                                  | Ngày 1 tháng 10 năm 2017 | 2.544       | 8.982        | 1         | 1.777       | 6.272        | 2          |
| 62-63                               | Ngày 2 tháng 10 năm 2017 | 2.926       | 9.972        | 1         | 1.848       | 6.304        | 2          |
| 64-65                               | Ngày 3 tháng 10 năm 2017 | 3.105       | 10.304       | 1         | 2.022       | 6.73         | 2          |
| 66-67                               | Ngày 4 tháng 10 năm 2017 | 2.753       | 9.21         | 1         | 1.682       | 5.63         | 2          |
| 68-69                               | Ngày 5 tháng 10 năm 2017 | 3.207       | 10.593       | 1         | 1.91        | 6.331        | 2          |
| 70-71                               | Ngày 6 tháng 10 năm 2017 | 3.402       | 11.138       | 1         | 2.038       | 6.69         | 2          |
| 72-73                               | Ngày 7 tháng 10 năm 2017 | 3.309       | 10.471       | 1         | 2.387       | 7.57         | 2          |
| 74                                  | Ngày 8 tháng 10 năm 2017 | 3.396       | 10.759       | 1         | 2.137       | 6.769        | 2          |
| Trung bình                          | Trung bình               | 2.564       | 8.57         | —         | 1.756       | 5.88         | —          |